# Col de Bonne Fontaine
Le col de Bonne Fontaine ou col de Bonnefontaine est un col du massif des Vosges situé dans le département des Vosges au Tholy à 677 mètres d'altitude. Il relie les villages du Tholy et de Tendon.

## Toponymie
Le col de Bonne Fontaine est localement orthographié Bonnefontaine, les deux variantes ayant un sens équivalent. Il est ainsi nommé car il est situé dans le secteur Bonnefontaine du Tholy. Le toponyme Bonnefontaine ferait référence à la présence d'une source d'eau de bonne qualité.

## Géographie
Le col est situé au Tholy à 677 mètres d'altitude. Il relie le village du Tholy dans la vallée de la Cleurie, affluent de la Moselotte, au village de Tendon dans la vallée du Scouet, un affluent du Barba lui-même affluent de la Vologne.
Depuis Le Tholy, l'ascension par la D 11 commence au croisement avec la D 417 à 563 mètres d'altitude. La montée est assez régulière jusqu'au sommet à 3,5 km et la pente n'est pas très importante (3,3 % de moyenne avec un maximum à moins de 5 %). Depuis Tendon, l'ascension par la D 11 commence dès la sortie du centre du village à 461 mètres d'altitude. La montée de 4,3 km est plus raide que depuis l'autre versant (5 % de moyenne avec un maximum à 7,5 %) et la majeure partie de la route est bordée de forêt.

## Activités
Le col est entouré de nombreux chemins permettant de pratiquer la randonnée pédestre ou le VTT. Depuis le col, il existe un circuit de 13 km, balisé d'anneaux bleus, se rendant à la Grande Cascade de Tendon ainsi qu'un autre circuit de 10 km, balisé d'anneaux jaunes, se rendant aux Roches de la Moulure.
Depuis les années 2000, il existe au col une ferme d'agriculture biologique élevant des vaches vosgiennes. Une fête de la Bio (agriculture biologique) y est organisée chaque année le 14 juillet, jour de la fête nationale française,.